# 田中友美
田中 友美（たなか ともみ、1989年8月2日 - ）は、兵庫県出身の元バスケットボール選手。ニックネームは「イチ」。ポジションはガード。

## 来歴
笹原ミニバスクラブでバスケを始め6年時には全国ミニバスケットボール大会に出場、尼崎市立塚口中学校においても2年次にベスト8に進む。
高校は名門大阪薫英女学院高校に栗原三佳らと共に入学、インターハイには3年連続で出場し、3年次にはベスト8に進出する。
高校卒業後は系列の大阪人間科学大学に進学。4年次には栗原らと共にインカレで準優勝し、アシスト王、リバウンド王の2タイトルを取ったほか、敢闘賞にも選ばれている。
卒業後の2012年、デンソーに入社。ニックネームがこれまでの「レツ」から「イチ」に変更になった。2015年引退。

## 経歴
- 笹原ミニ - 塚口中 - 大阪薫英女学院高 - 大阪人間科学大 - デンソー（2012年〜2015年）

## 日本代表歴
- 2007 第15回日・韓・中ジュニア交流競技会（中国）準優勝[1] - 栗原三佳も選出されている。